# Сторожкова, Людмила Васильевна
Людмила Васильевна Сторожкова (19 ноября 1955, Чирчик, Ташкентская область — 23 ноября 2022) — советская легкоатлетка (бег на короткие дистанции, эстафетный бег), чемпионка и рекордсменка СССР, чемпионка и призёр чемпионатов Европы, чемпионка Универсиады, призёр Кубков Европы и мира, Заслуженный мастер спорта СССР (1978).

## Биография
Стала заниматься спортом в 1968 году. Тренировалась под руководством Леонида Бартенева. Член сборной команды СССР в 1976—1983 годах. Выпускница Узбекского государственного института физкультуры. Тренер-преподаватель.

## Спортивные результаты
- Бег на 100 метров:
  - Чемпионат СССР по лёгкой атлетике 1977 года —  (11,40 с);
  - Чемпионат СССР по лёгкой атлетике 1978 года —  (11,28 с);
- Бег на 200 метров:
  - Чемпионат СССР по лёгкой атлетике 1977 года —  (23,42 с);
- Эстафета 4×100 метров:
  - Чемпионат СССР по лёгкой атлетике 1977 года —  (44,13 с);
  - Чемпионат СССР по лёгкой атлетике 1978 года —  (44,41 с);
- Бег на 60 метров:
  - Чемпионат СССР по лёгкой атлетике в помещении 1976 года —  (7,1 с);
  - Чемпионат СССР по лёгкой атлетике в помещении 1977 года —  (7,25 с);
  - Чемпионат СССР по лёгкой атлетике в помещении 1978 года —  (7,24 с);
  - Чемпионат СССР по лёгкой атлетике в помещении 1979 года —  (7,29 с);

### Рекорды СССР
- Бег на 60 метров:
  - Чемпионат СССР по лёгкой атлетике в помещении 1977 года —  (7,25 с);
  - Чемпионат Европы по лёгкой атлетике в помещении 1977 года —  (7,24 с);
  - Чемпионат Европы по лёгкой атлетике в помещении 1979 года —  (7,22 с);
- Бег на 100 метров:
  - Летняя Универсиада 1977 года —  (11,21 с);
- Эстафета 4×100 метров:
  - Чемпионат Европы по лёгкой атлетике 1978 года —  (42,54 с);

## Известные воспитанники
Оксана Экк — чемпионка и призёр чемпионатов России, призёр чемпионатов и Кубков Европы, участница Олимпийских игр 2000 года в Сиднее.